# The Annoying Orange
The Annoying Orange (De Vervelende Sinaasappel) is een fictieve sinaasappel bedacht door Dane Boedigheimer. Het allereerste filmpje werd geüpload op YouTube op 9 oktober 2009.

## Personages

### The Annoying Orange
The Annoying Orange of gewoon Orange is het hoofdpersonage en is tot nu toe nog in elke aflevering vanaf 9 oktober 2009 in beeld geweest. Hij heeft gele tanden en een irritante lach. Zijn standaard antwoord op alle vragen is "No, I'm not. I'm an orange" (Nee, ben ik niet. Ik ben een sinaasappel).

### Pear
Pear kwam voor het eerst voor in een van de eerste afleveringen. Hij kwam hier maar heel kort in voor. Na een paar afleveringen is Pear teruggekomen en nu is hij in bijna elke aflevering te zien (vaak op het einde). Ondanks hun vriendschap is Pear toch vaak geïrriteerd door Orange.

### Passionfruit
Passionfruit of gewoon Passion verscheen voor het eerst op 19 februari 2010. Passion is beledigd door Orange en zal er alles aan doen om Orange te stoppen, maar Orange is verliefd op Passion. Passions tweelingzus Mandy is dan weer verliefd op Peer.

### Midget Apple
Midget Apple is een kleine appel die voor het eerst verscheen in de aflevering Crabapple. Hij is een vriend van iedereen. Hij wordt niet graag Midget Apple genoemd, maar liever gewoon Little Apple.

### Marshmallow
Marshmallow is een marshmallow die verscheen op 24 september 2010. Hij is klein en heeft een hoge, piepende stem. Orange raakt bevriend met hem in de eerste aflevering. Ondanks dat de meeste mensen hem beschrijven als lief, schattig en vrolijk, kan hij exploderen als hij voldoende boos is.

### Knife
Knife verschijnt bijna altijd op het laatste van een aflevering. Hij verscheen voor het eerst toen Orange zijn aankomst aankondigde. Hij sneed toen alle andere groenten en fruit op het aanrecht door.

### Squash
Squash hij is een grote, peervormige pompoen die later in de serie kwam. Hij plet voornamelijk fruit als mes het fruit niet doorsnijdt. Hij wil niemand pletten maar doet dat toch, omdat hij daar maar weinig aan kan doen.

## YouTube-kanaal
The Annoying Orange heeft ook een kanaal op YouTube. Het kanaal begon onder de naam Daneboe maar toen ze 11 miljoen views kregen werd het kanaal The Annoying Orange genoemd. Inmiddels is het kanaal een van de meest bezochte van heel YouTube. Per oktober 2021 was het kanaal al meer dan 7,5 miljard keer bekeken.

## Afleveringen
Nieuwe afleveringen van The Annoying Orange worden wekelijks uitgebracht, met een paar uitzonderingen. Iedere vrijdagmiddag staat de aflevering online op het YouTube-kanaal.

## Het Annoying Orange spel
Ook is er een spel van The Annoying Orange. Het is verkrijgbaar voor iPad, iPod, iPhone, Android en via iTunes. Het doel van het spel is om voor dat de tijd op is alle groente en fruit in de blender te krijgen.